# Crataegus chrysocarpa
Espèce
Classification APG III (2009)
Crataegus chrysocarpa (aussi appelé aubépine dorée, aubépine à pommes dorées et aubépine de Jack) est une espèce de plantes à fleurs de la famille des Rosaceae. C'est un arbuste originaire d'Amérique du Nord (États-Unis, Canada).
Synonymes
- Crataegus jackii Sarg.
- Crataegus doddsii Ramaley
- Crataegus faxonii Sarg.
- Crataegus praecoqua Sarg.
- Crataegus praecox Sarg.

## Description

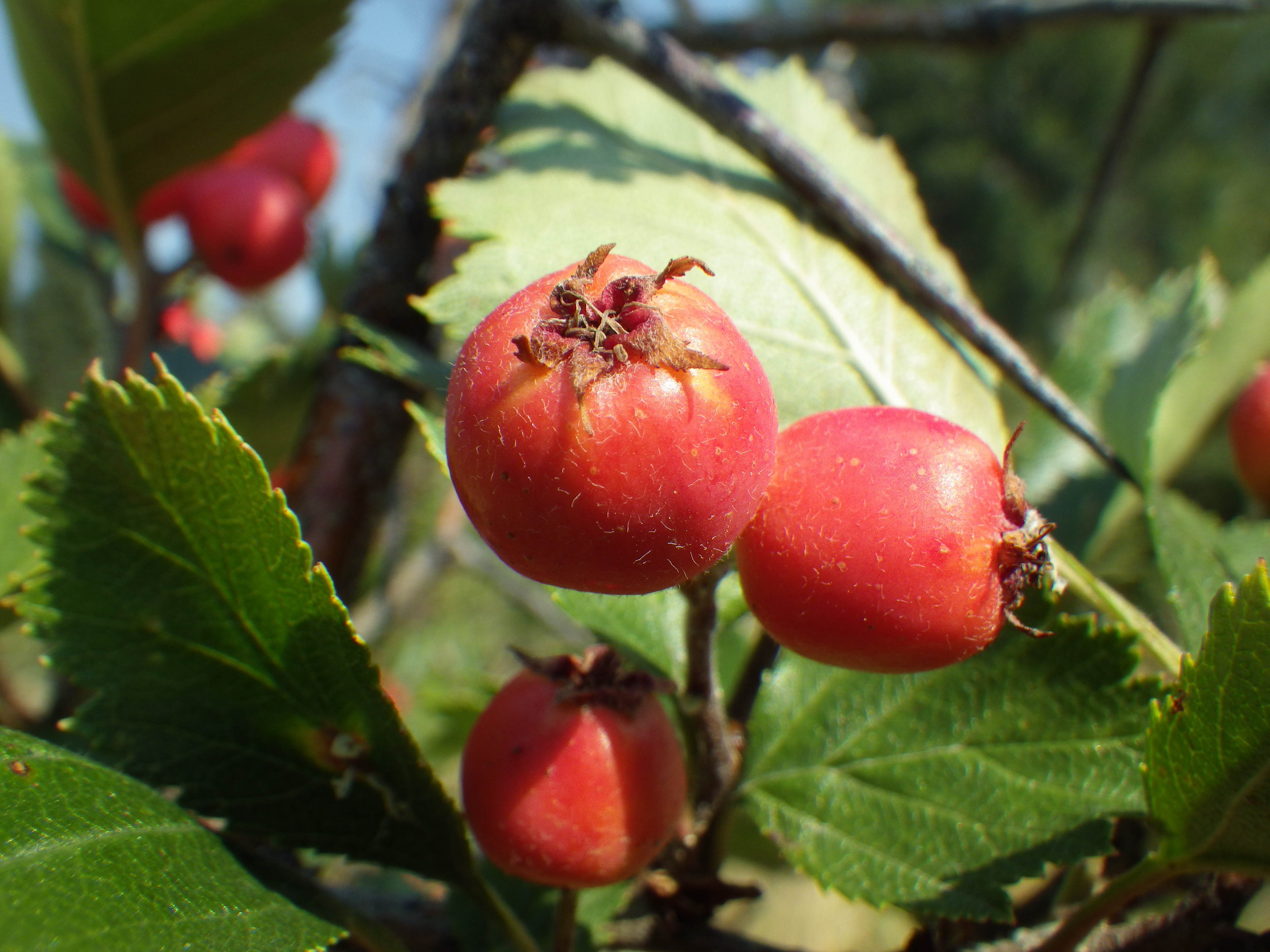
Fruits.

### Appareil végétatif
C'est un arbuste, ou un petit arbre, pouvant atteindre 6 m de hauteur,. Le tronc est plutôt tortueux, parfois buissonnant, et la cime est généralement basse.
Les feuilles, caduques, ont une forme simple et une disposition alterne. De forme rhomboïdale arrondie, légèrement lobées, elles mesurent 4 cm de long environ. Leur bordure est doublement dentée. Elles sont portées par un pétiole velu, glanduleux et présentant à sa base deux stipules dentées.
Les bourgeons, d'un brun rougeâtre luisant, sont recouverts de 5 à 10 écailles. Les bourgeons axillaires sont légèrement plus petits que les bourgeons terminaux, et contrairement à ces derniers, ils se présentent assez souvent par groupe de 2 ou 3, avec un d'entre eux qui pourra donner une épine.
Les rameaux sont de deux sortes : soit de longues pousses portant feuilles et épines, ces dernières étant lisses et luisantes, dures et acérées, longues d’environ 6 cm et de couleur brun noirâtre, soit des pousses courtes pouvant porter feuilles et fleurs (puis fruits). Ces rameaux ont une couleur variable, grise ou brun-orangé.
Le bois est dur et peut être utilisé pour la sculpture ou le travail au tour à bois.

### Appareil reproducteur
Les fleurs apparaissent à la fin du printemps, en même temps que les feuilles. Les inflorescences sont des grappes aplaties qui se forment à l’extrémité des pousses courtes. Les fleurs sont blanches ou rosées et dégagent une odeur douce mais assez désagréable. Chaque fleur présente 5 sépales verdâtres, 5 pétales blancs ou parfois rosés, de 5 à 25 étamines et de 1 à 5 pistils.
Les fruits sont des baies comestibles, globuleuses et peu charnues.  D'un rouge soutenu ou plus rarement jaune, ils mesurent de 10 à 15 mm de largeur et contiennent de 1 à 5 graines. Ces fruits et leur pédoncule sont couverts d'un duvet rare et très court. Ils persistent généralement sur l'arbre durant l'hiver.

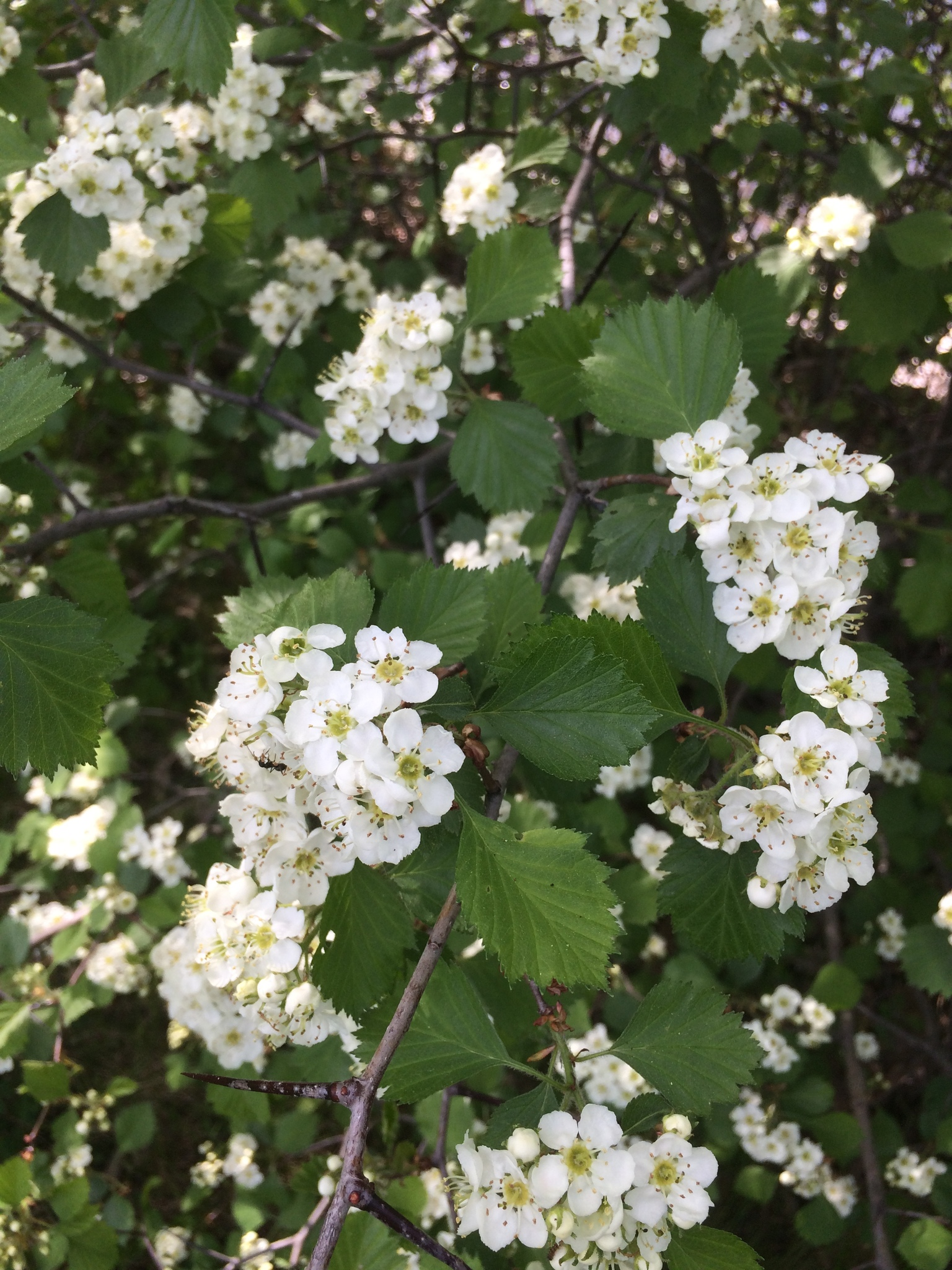
Crataegus chrysocarpa var. chrysocarpa, arbuste en fleurs à Montréal, au Québec.
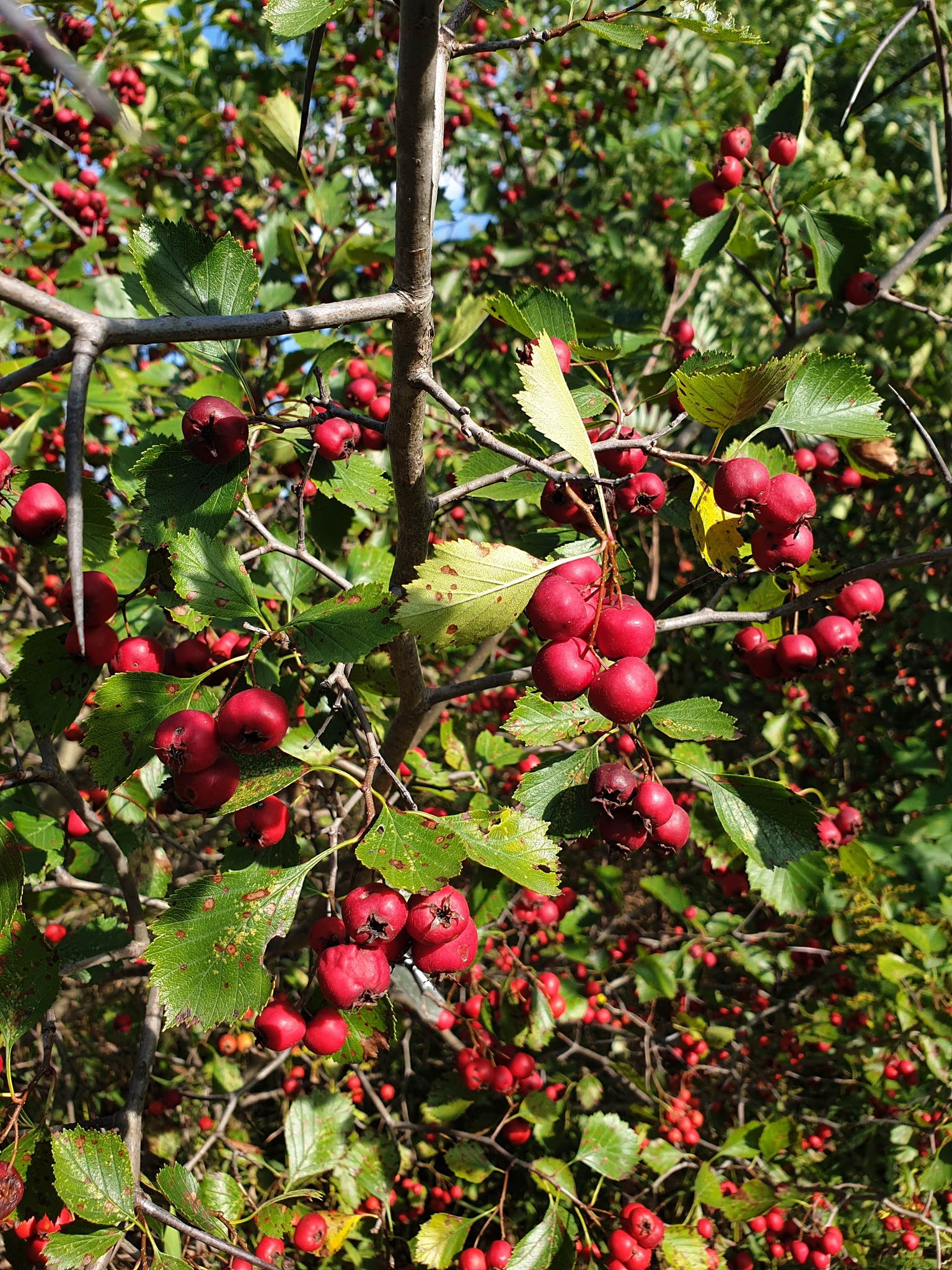
Crataegus chrysocarpa var. chrysocarpa en fruits, récolté à Laval, au Québec.

## Répartition et habitat
Originaire d'Amérique du Nord (Canada, États-Unis), cette aubépine préfère les sols riches en calcium et des lieux exposés à la lumière. On la trouve par exemple dans des friches, bords de cours d’eau ou clairières.

## Taxinomie et systématique

### Histoire du taxon
Cette espèce a été scientifiquement décrite pour la première fois en 1900 par le botaniste américain William Willard Ashe, dans North Carolina Agricultural Experiment Station Bulletin.

### Liste des variétés
Selon Catalogue of Life (3 nov. 2012) :
- variété Crataegus chrysocarpa var. aboriginum
- variété Crataegus chrysocarpa var. blanchardii
- variété Crataegus chrysocarpa var. chrysocarpa
- variété Crataegus chrysocarpa var. dodgei
- variété Crataegus chrysocarpa var. faxonii
- variété Crataegus chrysocarpa var. phoenicea
- variété Crataegus chrysocarpa var. praecox
- variété Crataegus chrysocarpa var. subrotundifolia
- variété Crataegus chrysocarpa var. vernonensis J.B.Phipps & R.O'Kennon
- variété Crataegus chrysocarpa var. vigintistamina